# Channichthys
Channichthys is een geslacht van straalvinnige vissen uit de familie van krokodilijsvissen (Channichthyidae).

## Soorten
- Channichthys aelitae (Shandikov, 1995)
- Channichthys bospori (Shandikov, 1995)
- Channichthys irinae (Shandikov, 1995)
- Channichthys mithridatis Shandikov, 2008
- Channichthys panticapaei (Shandikov, 1995)
- Channichthys rhinoceratus (Richardson, 1844)
- Channichthys richardsoni Shandikov, 2011
- Channichthys rugosus (Regan, 1913)
- Channichthys velifer (Meisner, 1974)